# The Green Book (album)
The Green Book è il terzo album in studio del gruppo musicale statunitense Twiztid, pubblicato nel 2003.

## Tracce
1. The Green Book
2. On the Other End
3. White Trash with Tat-2's
4. Afraid of Me
5. Wondering Why
6. Call Me
7. I'm the Only 1 (feat. Shaggy 2 Dope)
8. Speculationz (feat. E-40)
9. The World Is Hell (12inchWestCoastUndergroundDrivebyMurderMix) (feat. Esham)
10. Nikateen (feat. Monoxide Child)
11. U Don't Wanna Be Like Me
12. Serial Killa (feat. Tech N9ne)
13. Marsh Lagoon (feat. Violent J)
14. Bobby's Dad
15. Hydro (feat. Layzie Bone)
16. Frankenstein (feat. Blaze Ya Dead Homie)
17. Everybody Diez (feat. Anybody Killa & Bushwick Bill)
18. Fat Kidz (feat. Jamie Madrox)
19. Hom Sha Bom
20. Darkness